# سان ميغيل دي كامبماجور
بلدية سان ميغيل دي كامبماجور (بالإسبانية: San Miguel de Campmajor) هي بلدية تقع في مقاطعة جرندة التابعة لمنطقة كتالونيا شمال شرق إسبانيا.

## الديموغرافيا
بلغ عدد سكان بلدية سان ميغيل دي كامبماجور 234 نسمة عام 2011 (وفقاً للمعهد الوطني الإسباني للإحصاء).
| 208 | 218 | 196 | 197 | 218 | 252 | 234 |